# Мазур Алла Григорівна
А́лла Григо́рівна Ма́зур (16 вересня 1965, село Зіньків, Хмельницька область, Українська РСР, СРСР) — авторка і ведуча інформаційно-аналітичної програми «ТСН Тиждень» на телеканалі «1+1 Марафон». Була ведучою першого в історії ефіру випуску новин ТСН 1 січня 1997 року на телеканалі «1+1». Рекордсменка професійних нагород — здобула вісім статуеток «Телетріумф».

## Життєпис
Народилася 16 вересня 1965 року в Хмельницькій області в родині медиків. Батько Григорій був стоматологом, а мати — дитячою медсестрою. Закінчила школу із золотою медаллю. У школі писала статті для місцевої районної газети, була ведучою і репортеркою у шкільній радіостанції.
Закінчила факультет журналістики Київського державного університету ім. Тараса Шевченка. Працювала на Українському радіо кореспонденткою, завредакції, ведучою програм головної редакції інформації Першого каналу Українського радіо. Готувала й вела радіомарафони: з нагоди річниці Чорнобильської катастрофи та під час виборів Президента України 1991 року. Під час роботи на радіо була також ведучою радіопрограми «Від міста до міста».
В 1993 році Аллу запросили на УТ-1 вести інформаційні програми УТН. Вела перше вітчизняне ток-шоу на економічні та політичні теми «Перехрестя» (українсько-американський проєкт), була автором і ведучою телевізійного публіцистичного проєкту «Інвестиційна історія» (українсько-словацький проєкт).
З 1 січня 1997 року почала вести програму «ТСН» на телеканалі «1+1», це був перший в історії ефір програми, що дозволило стати Мазур головною особою та обличчям телеканалу. Наразі веде щотижневу інформаційно-аналітичну програму «ТСН. Тиждень».
В листопаді 2019 року повідомила про онкологічне захворювання, продовживши працювати й проходити хіміотерапію.
У вересні 2020 року з'явилася в ефірі без перуки, яку носила під час боротьби з онкологічною хворобою.

## Родина та особисте життя
Мати — Марія Степанівна Мазур, батько — Григорій Францович Мазур. Має молодшого брата Олександра. Виховує самостійно сина Артема (нар. 15 квітня 2008), імені батька Алла не називає.

## Кар'єра
Кар'єру почала в 1987 році на Українському радіо, працювала кореспонденткою, далі вела радіомарафони й трансляції. Була наймолодшою ведучою в команді.
У 1993 році Мазур помітили продюсери каналу УТ-1, де вона стала вести політичне шоу «Перехрестя» і передачу «Інвестиційна історія».
У 1996 році перейшла працювати на телеканал 1+1, де стала обличчям програми «Телевізійна служба новин» (ТСН). Авторка і ведуча інформаційно-аналітичної програми «ТСН Тиждень».
В листопаді 2004 ведучі ТСН, включно з Мазур, відмовились виходити в ефір, протестуючи проти практики «темників» — цензури, яку провадила Адміністрація президента Януковича. Із командою телеканалу 1+1 Мазур висвітлювала Революцію Гідності, у квітні 2014 року Мазур із командою поїхала до Донецька, де вже відбулося захоплення адміністративних будівель російськими силами.
2017 року Алла з колегами у співпраці з істориком Валерієм Примостом написали книгу «Незалежність очима ТСН», присвячену 25-річчю незалежності України. Презентація книги відбулася спочатку у Софії Київській, а потім на фестивалі «Книжковий Арсенал».

## Факти
- У 2019 році стало відомо, що Алла Мазур хвора на онкологічне захворювання[16].
- Мазур знялася для обкладинки французького журналу в Україні Marie Claire за осінь 2020 року. Фотосесію провели після лікування від онкохвороби: без перуки і з натуральним кольором волосся[17].
- В травні 2021 року Мазур знялася в соціальній рекламі з закликом до українців не ігнорувати стан здоров'я та щорічно проходити обстеження. Інформаційна кампанія була реалізована за підтримки Української спілки клінічної онкології Onco Hub та Національного інституту раку[18]. Крім того, доєдналася до проєкту «Бути поруч» — освітніх вебінарів для психологічної підтримки онкопацієнтів та їхніх близьких, в рамках якого фахівці розповідають про інструменти самодопомоги під час онкотерапії[19].
- Взяла участь в озвучці мультфільму «У пошуках Дорі» від Disney: вона стала голосом Інституту морського життя, берегинею морського світу, яка дає підказки головній героїні — рибці Дорі, котра зі своїм вірним другом Марліном і його сином Немо шукають її батьків[20].
- У вересні 2023 запропонувала взяти на поруки Коломойського.[21]

## Нагороди
- Орден княгині Ольги II ст. (27 червня 2020) — за значний особистий внесок у державне будівництво, зміцнення національної безпеки, соціально-економічний, науково-технічний, культурно-освітній розвиток Української держави, вагомі трудові досягнення, багаторічну сумлінну працю[22].
- Орден княгині Ольги III ст. (20 серпня 1999) — за вагомий особистий внесок у розвиток журналістики, високий професіоналізм та з нагоди 8-ї річниці незалежності України[23].
- 1996 — лауреатка премії «Прометей-престиж» у рамках акції «Людина року» в номінації «Найкращий тележурналіст 1995 року».
- 1998 — за результатами Четвертого всеукраїнського фестивалю журналістики — найкраща ведуча інформаційних програм України й володарка титулу «Всенародне визнання».
- 1998 — переможниця у номінації «Найкраща ведуча інформаційних програм» на першому Міжнародному форумі країн СНД.
- 1999 — за результатами конкурсу «Ділова жінка України — 1998», переможниця в номінації «Телеведуча».
- 2001 і 2003 роки — Національна премія України в галузі телебачення «Телетріумф» у номінації «Ведучий інформаційної програми»[24].
- 2007 — Всеукраїнська премія «Жінка III тисячоліття» в номінації «Рейтинг».
- 2010 — Національна премія України в галузі телебачення «Телетріумф» у номінації «Ведучий/ведуча інформаційної програми».
- 2012 і 2013 — Національна премія України в галузі телебачення «Телетріумф» у номінації «Ведучий/ведуча інформаційно-аналітичної програми».
- 2015 і 2016 — «Телетріумф-2016» у номінації «Ведучий/ведуча інформаційної, інформаційно-аналітичної програми»[24].
- 2018 — «Телетріумф-2018» у номінації «Ведучий/ведуча інформаційної, інформаційно-аналітичної програми»[25].
- 2018 — отримала спеціальну нагороду від Анджеліни Джолі Guerlain Inspiration Awards під егідою журналу Marie Claire в Україні[26].

Загалом Алла Мазур має вісім нагород Телетріумфу і є абсолютною рекордсменкою за кількістю статуеток за всю історію премії. Неодноразово входила до сотні найвпливовіших українок та українців за версією журналів «Новое время» та «Фокус».